# 1882 Rauma
1882 Rauma је астероид главног астероидног појаса чија средња удаљеност од Сунца износи 3,004 астрономских јединица (АЈ).
Апсолутна магнитуда астероида је 11,1.